# Fernando Filoni
Fernando kardinál Filoni (* 15. dubna 1946, Manduria) je italský římskokatolický biskup a kardinál, bývalý prefekt Kongregace pro evangelizaci národů, velmistr Řádu Božího hrobu.

## Počátky kariéry
Kněžské svěcení přijal 3. července 1970. V roce 1979 se začal připravovat na diplomatickou službu v Papežské diplomatické akademii. Jako nuncius působil mezi lety 1992 a 2001 v mnoha zemích, včetně Srí Lanky, Íránu, Brazílie a Filipín. Ačkoliv byl tehdy formálně přiřazen do filipínské Manily, významně se podílel na tzv. takzvané Studijní misi do Číny, kdy se urovnávaly vztahy s čínskou katolickou církví jak s oficiální, tak s podzemní. Dne 17. ledna 2001 byl jmenován apoštolským nunciem v Iráku a Jordánsku a zároveň osobním arcibiskupem. Biskupské svěcení mu udělil papež Jan Pavel II. 19. března téhož roku.
Po vypuknutí války v Iráku odmítl opustit nunciaturu a zůstal v zemi po celou dobu konfliktu. V únoru 2005 byl jmenován nunciem na Filipínách. Dne 9. června 2007 se vrátil do Vatikánu, kde byl pověřen prací ve státním sekretariátu jako vedoucí sekce pro všeobecné záležitosti.

## Prefekt Kongregace pro evangelizaci národů a kardinál
Poté, co kardinál Ivan Dias dovršil v květnu 2011 kanonický věk a odešel na odpočinek, ho papež Benedikt XVI. jmenoval novým prefektem Kongregace pro evangelizaci národů. Dne 6. ledna 2012 bylo oznámena jeho kardinálská nominace, kardinálské insignie převzal na konzistoři 18. února 2012. Kromě mateřského jazyka hovoří francouzsky, španělsky, anglicky a portugalsky. Reskriptem z 26. června 2018 jej papež František jmenoval kardinálem-biskupem, přičemž mu zůstává titulární diakonie Nostra Signora di Coromoto in San Giovanni di Dio, ale ve všem je postaven na roveň ostatním kardinálům-biskupům, kteří mají svou titulární suburbikální diecézi. 

## Velmistr Řádu Božího hrobu
Dne 8. prosince 2019 jej papež František jmenoval velmistrem Řádu Božího hrobu a zároveň jmenoval jeho nástupcem v úřadu prefekta kongregace pro evangelizaci národů kardinála Tagleho.  Dne 16. ledna 2020 přijal od svého předchůdce kardinála O'Briena investituru za rytíře kolany Řádu Božího hrobu a ujal se své funkce velmistra. 

## Publikace
- Dio e l'alterità nel pensiero di Emmanuel Levinas, 1979
- La morale come filosofia della vita in Socrate, (1981
- Dalla Diocesi di Babilonia dei Latini e Delegazione Apostolica di Mesopotamia, Kurdistan e Armenia Minore alla Nunziatura Apostolica in Iraq, Libreria Editrice Vaticana 2006
- La Chiesa nella terra d'Abramo. Dalla diocesi di Babilonia dei latini alla nunziatura apostolica in Iraq, BUR Biblioteca Univ. Rizzoli (SAGGI) 2008
- La Chiesa in Iraq – Storia, sviluppo e missione, dagli inizi ai nostri giorni, Libreria Editrice Vaticana 2015
- “E tutta la casa si riempì del profumo dell’unguento.” Per una spiritualità dell’Ordine del Santo Sepolcro, Città del Vaticano: Libreria Editrice Vaticana – Ordine Equestre del Santo Sepolcro di Gerusalemme 2020, ISBN 978-88-266-0524-1.
- „A celý dům se naplnil vůní toho oleje.“ Základy spirituality Řádu Božího hrobu, Olomouc : Česká magistrální delegace Rytířského řádu Božího hrobu jeruzalémského, 2022. ISBN 978-80-11-02334-8.